# Aullville, Missouri
Aullville, Missouri (енгл. Aullville) град је у америчкој савезној држави Мисури.

## Демографија
По попису из 2010. године број становника је 100, што је 14 (16,3%) становника више него 2000. године.
| Група             | 2000.      | 2010.      |
| Белци             | 74 (86,0%) | 99 (99,0%) |
| Афроамериканци    | 5 (5,8%)   | 0 (0,0%)   |
| Азијати           | 0 (0,0%)   | 0 (0,0%)   |
| Хиспаноамериканци | 0 (0,0%)   | 0 (0,0%)   |
| Укупно            | 86         | 100        |